# Assemblée générale de l'Illinois
Pour les autres articles nationaux ou selon les autres juridictions, voir Assemblée générale (homonymie).
Capitole de l'État de l'Illinois, Springfield
L'Assemblée générale de l'Illinois (en anglais, Illinois General Assembly) est la branche législative du gouvernement de l'État américain de l'Illinois. Le gouverneur de l'Illinois dirigeant la branche exécutive, et la Cour suprême de l'Illinois la branche judiciaire. Les deux chambres siègent au Capitole de l'État de l'Illinois (Illinois State Capitol]) à Springfield, la capitale de l'État.
Créée par la première constitution de l'Illinois en 1818, elle est comme la plupart des législatures d'État des États-Unis composée d'une chambre basse, la Chambre des représentants de l'Illinois et d'une chambre haute, le Sénat de l'Illinois.

## Mandats des membres
Les 118 représentants sont élus par circonscription tous les deux ans, la totalité de la chambre des représentants étant renouvelée. Le redécoupage des circonscriptions intervient tous les dix ans, après chaque  recensement décennal.
Les sénateurs sont eux élus par district (de taille et poids démographiques différents). Pour éviter un complet renouvellement à chaque élection, chaque district élit 3 sénateurs, deux pour un mandat de quatre ans et l'un pour un mandat de deux ans suivant un roulement de 10 ans variant d'un district à l'autre en 2-4-4, 4-2-4 ou 4-4-2.

## Sessions et qualifications
Sa session de travail débute le second mercredi de janvier de chaque année. Le rôle de l'Assemblée est de voter les lois, d'approuver le budget de l'État, de confirmer les nominations à la tête des départements (équivalents des ministères) et des agences de l'exécutif, de se prononcer sur les amendements à la constitution fédérale et de proposer et voter d'éventuels amendements à la constitution de l'Illinois.

## Pouvoir de veto
L'Assemblée peut en plus outrepasser un véto du gouverneur de l'Illinois par un vote à la majorité des deux tiers de chacune des deux chambres.

## Source
- (en) Cet article est partiellement ou en totalité issu de l’article de Wikipédia en anglais intitulé « Illinois General Assembly » (voir la liste des auteurs).

## Compléments